# Batrachoseps gabrieli
Batrachoseps gabrieli é uma espécie de anfíbio caudado pertencente à família Plethodontidae.